# 뉴질랜드 축구 국가대표팀
뉴질랜드 축구 국가대표팀(영어: New Zealand men's national football team)은 뉴질랜드를 대표하는 축구 국가대표팀으로 뉴질랜드 축구 협회에서 관리 및 운영하며 오세아니아에서 전력이 아주 강한 팀으로 평가되고 있다. 1922년 6월 17일 호주와의 국제 A매치 데뷔전에서 3-1로 승리를 거두었으며 홈 구장으로는 노스 하버 스타디움과 웰링턴 리저널 스타디움을 사용하고 있다.

## 국제 대회 경력

### FIFA 월드컵
월드컵 본선에는 3번 출전하여 2번의 대회에서 모두 조별리그에서 탈락했지만 28년만에 출전한 2010년 대회에서 2002년 대회 16강 진출팀인 파라과이, 역대 월드컵 4회 우승팀이자 디펜딩 챔피언 이탈리아, 분리 독립 이후 처음으로 월드컵 본선에 오른 슬로바키아 등 쟁쟁한 강호들을 상대로 3경기에서 모두 무승부를 거두며 승점을 따내는 저력을 발휘했고 이와 더불어 2010년 대회에 참가한 32팀 중 유일한 무패팀이라는 이름을 남기고 대회를 마무리했다. 48개국 체제로 확대된 2026년 FIFA 월드컵에 통산 3회째 진출하였다.

### OFC 네이션스컵
오세아니아의 최강국답게 뉴질랜드는 OFC 네이션스컵 10번의 본선 대회에 모두 참가하여 이 가운데 5번의 대회(1973년, 1998년, 2002년, 2008년, 2016년)에서 우승컵을 들어올렸고 2000년 대회에서 준우승을 차지하였으며 2004년 대회까지는 호주가 이 대회의 최다 우승국이라는 타이틀을 보유하고 있었으나 호주가 2006년 이후 아시아 축구 연맹으로 옮기면서 자연스럽게 뉴질랜드가 OFC 네이션스컵 최다 우승국 타이틀을 차지하게 되었다.

### FIFA 컨페더레이션스컵
컨페드컵에는 4번 출전하였지만 3번의 대회에서 3전 전패를 당하며 조별리그에서 탈락했고 물론 2009년 대회에서 유일하게 승점 1점을 획득하긴 했지만 이 대회에서도 조별리그 탈락을 피하지 못했다.

### 하계 올림픽
성인대표팀으로는 단 한번도 올림픽 본선에 오르지 못했고 U-23 대표팀으로는 2008년 대회에 첫 출전한 이후 현재까지 3번 출전하여 이 중 2020년 대회에서 8강에 오르며 뉴질랜드 축구 역사상 올림픽과 월드컵을 통틀어 세계 대회 첫 토너먼트 진출에 성공했는데 이 과정에서 2012년 대회 동메달에 빛나는 대한민국을 B조 조별리그 첫 경기에서 1-0으로 꺾는 대이변을 일으켰다.

## 국제대회 기록

### FIFA 월드컵
| 1930년 | 비회원국                     | 비회원국                     | 비회원국                     | 비회원국                     | 비회원국                     | 비회원국                     | 비회원국                     | 비회원국                     | 비회원국                     | 비회원국                                      | 비회원국                                      | 비회원국                                      | 비회원국                                      | 비회원국                                      | 비회원국                                      | 비회원국                                      |
| 1934년 | 비회원국                     | 비회원국                     | 비회원국                     | 비회원국                     | 비회원국                     | 비회원국                     | 비회원국                     | 비회원국                     | 비회원국                     | 비회원국                                      | 비회원국                                      | 비회원국                                      | 비회원국                                      | 비회원국                                      | 비회원국                                      | 비회원국                                      |
| 1938년 | 비회원국                     | 비회원국                     | 비회원국                     | 비회원국                     | 비회원국                     | 비회원국                     | 비회원국                     | 비회원국                     | 비회원국                     | 비회원국                                      | 비회원국                                      | 비회원국                                      | 비회원국                                      | 비회원국                                      | 비회원국                                      | 비회원국                                      |
| 1950년 | 불참                         | 불참                         | 불참                         | 불참                         | 불참                         | 불참                         | 불참                         | 불참                         | 불참                         | 불참                                          | 불참                                          | 불참                                          | 불참                                          | 불참                                          | 불참                                          | 불참                                          |
| 1954년 | 불참                         | 불참                         | 불참                         | 불참                         | 불참                         | 불참                         | 불참                         | 불참                         | 불참                         | 불참                                          | 불참                                          | 불참                                          | 불참                                          | 불참                                          | 불참                                          | 불참                                          |
| 1958년 | 불참                         | 불참                         | 불참                         | 불참                         | 불참                         | 불참                         | 불참                         | 불참                         | 불참                         | 불참                                          | 불참                                          | 불참                                          | 불참                                          | 불참                                          | 불참                                          | 불참                                          |
| 1962년 | 불참                         | 불참                         | 불참                         | 불참                         | 불참                         | 불참                         | 불참                         | 불참                         | 불참                         | 불참                                          | 불참                                          | 불참                                          | 불참                                          | 불참                                          | 불참                                          | 불참                                          |
| 1966년 | 불참                         | 불참                         | 불참                         | 불참                         | 불참                         | 불참                         | 불참                         | 불참                         | 불참                         | 불참                                          | 불참                                          | 불참                                          | 불참                                          | 불참                                          | 불참                                          | 불참                                          |
| 1970년 | 예선 탈락                    | 예선 탈락                    | 예선 탈락                    | 예선 탈락                    | 예선 탈락                    | 예선 탈락                    | 예선 탈락                    | 예선 탈락                    | 예선 탈락                    | 2                                             | 0                                             | 0                                             | 2                                             | 0                                             | 6                                             | 0                                             |
| 1974년 | 예선 탈락                    | 예선 탈락                    | 예선 탈락                    | 예선 탈락                    | 예선 탈락                    | 예선 탈락                    | 예선 탈락                    | 예선 탈락                    | 예선 탈락                    | 6                                             | 0                                             | 3                                             | 3                                             | 5                                             | 12                                            | 3                                             |
| 1978년 | 예선 탈락                    | 예선 탈락                    | 예선 탈락                    | 예선 탈락                    | 예선 탈락                    | 예선 탈락                    | 예선 탈락                    | 예선 탈락                    | 예선 탈락                    | 4                                             | 2                                             | 1                                             | 1                                             | 14                                            | 4                                             | 7                                             |
| 1982년 | 조별리그                     | 23위                         | 3                            | 0                            | 0                            | 3                            | 2                            | 12                           | 0                            | 15                                            | 9                                             | 5                                             | 1                                             | 44                                            | 10                                            | 32                                            |
| 1986년 | 예선 탈락                    | 예선 탈락                    | 예선 탈락                    | 예선 탈락                    | 예선 탈락                    | 예선 탈락                    | 예선 탈락                    | 예선 탈락                    | 예선 탈락                    | 6                                             | 3                                             | 1                                             | 2                                             | 13                                            | 7                                             | 10                                            |
| 1990년 | 예선 탈락                    | 예선 탈락                    | 예선 탈락                    | 예선 탈락                    | 예선 탈락                    | 예선 탈락                    | 예선 탈락                    | 예선 탈락                    | 예선 탈락                    | 6                                             | 3                                             | 1                                             | 2                                             | 13                                            | 8                                             | 10                                            |
| 1994년 | 예선 탈락                    | 예선 탈락                    | 예선 탈락                    | 예선 탈락                    | 예선 탈락                    | 예선 탈락                    | 예선 탈락                    | 예선 탈락                    | 예선 탈락                    | 6                                             | 3                                             | 1                                             | 2                                             | 15                                            | 5                                             | 10                                            |
| 1998년 | 예선 탈락                    | 예선 탈락                    | 예선 탈락                    | 예선 탈락                    | 예선 탈락                    | 예선 탈락                    | 예선 탈락                    | 예선 탈락                    | 예선 탈락                    | 6                                             | 3                                             | 0                                             | 3                                             | 13                                            | 6                                             | 9                                             |
| 2002년 | 예선 탈락                    | 예선 탈락                    | 예선 탈락                    | 예선 탈락                    | 예선 탈락                    | 예선 탈락                    | 예선 탈락                    | 예선 탈락                    | 예선 탈락                    | 6                                             | 4                                             | 0                                             | 2                                             | 20                                            | 7                                             | 12                                            |
| 2006년 | 예선 탈락                    | 예선 탈락                    | 예선 탈락                    | 예선 탈락                    | 예선 탈락                    | 예선 탈락                    | 예선 탈락                    | 예선 탈락                    | 예선 탈락                    | 5                                             | 3                                             | 0                                             | 2                                             | 17                                            | 5                                             | 9                                             |
| 2010년 | 조별리그                     | 22위                         | 3                            | 0                            | 3                            | 0                            | 2                            | 2                            | 3                            | 8                                             | 6                                             | 1                                             | 1                                             | 15                                            | 5                                             | 19                                            |
| 2014년 | 예선 탈락                    | 예선 탈락                    | 예선 탈락                    | 예선 탈락                    | 예선 탈락                    | 예선 탈락                    | 예선 탈락                    | 예선 탈락                    | 예선 탈락                    | 13                                            | 9                                             | 1                                             | 3                                             | 28                                            | 18                                            | 28                                            |
| 2018년 | 예선 탈락                    | 예선 탈락                    | 예선 탈락                    | 예선 탈락                    | 예선 탈락                    | 예선 탈락                    | 예선 탈락                    | 예선 탈락                    | 예선 탈락                    | 13                                            | 8                                             | 4                                             | 1                                             | 24                                            | 6                                             | 28                                            |
| 2022년 | 예선 탈락                    | 예선 탈락                    | 예선 탈락                    | 예선 탈락                    | 예선 탈락                    | 예선 탈락                    | 예선 탈락                    | 예선 탈락                    | 예선 탈락                    | 6                                             | 5                                             | 0                                             | 1                                             | 18                                            | 2                                             | 15                                            |
| 2026년 | 본선 진출                    | 본선 진출                    | 본선 진출                    | 본선 진출                    | 본선 진출                    | 본선 진출                    | 본선 진출                    | 본선 진출                    | 본선 진출                    | 5                                             | 5                                             | 0                                             | 0                                             | 29                                            | 1                                             | 15                                            |
| 합계   | 3회 진출(3/21)               | 조별예선(2회)                | 6                            | 0                            | 3                            | 3                            | 4                            | 14                           | 3                            | 107                                           | 63                                            | 18                                            | 26                                            | 268                                           | 102                                           | 207                                           |
| 순위   | FIFA 월드컵 역대 순위 : 61위 | FIFA 월드컵 역대 순위 : 61위 | FIFA 월드컵 역대 순위 : 61위 | FIFA 월드컵 역대 순위 : 61위 | FIFA 월드컵 역대 순위 : 61위 | FIFA 월드컵 역대 순위 : 61위 | FIFA 월드컵 역대 순위 : 61위 | FIFA 월드컵 역대 순위 : 61위 | FIFA 월드컵 역대 순위 : 61위 | 월드컵 예선 승점 순위 : 46위 (오세아니아 1위) | 월드컵 예선 승점 순위 : 46위 (오세아니아 1위) | 월드컵 예선 승점 순위 : 46위 (오세아니아 1위) | 월드컵 예선 승점 순위 : 46위 (오세아니아 1위) | 월드컵 예선 승점 순위 : 46위 (오세아니아 1위) | 월드컵 예선 승점 순위 : 46위 (오세아니아 1위) | 월드컵 예선 승점 순위 : 46위 (오세아니아 1위) |

### OFC 네이션스컵
| OFC 네이션스컵 기록 | OFC 네이션스컵 기록       | OFC 네이션스컵 기록       | OFC 네이션스컵 기록       | OFC 네이션스컵 기록       | OFC 네이션스컵 기록       | OFC 네이션스컵 기록       | OFC 네이션스컵 기록       | OFC 네이션스컵 기록       | OFC 네이션스컵 기록       |
| 년도                | 결과                      | 순위                      | 경기                      | 승                        | 무*                       | 패                        | 득점                      | 실점                      | 승점                      |
| ------------------- | ------------------------- | ------------------------- | ------------------------- | ------------------------- | ------------------------- | ------------------------- | ------------------------- | ------------------------- | ------------------------- |
| 1973년              | 우승                      | 1위                       | 5                         | 4                         | 1                         | 0                         | 13                        | 4                         | 13                        |
| 1980년              | 조별리그                  | 5위                       | 3                         | 1                         | 0                         | 2                         | 7                         | 8                         | 3                         |
| 1996년              | 4강                       | 3위                       | 2                         | 0                         | 1                         | 1                         | 0                         | 3                         | 1                         |
| 1998년              | 우승                      | 1위                       | 4                         | 4                         | 0                         | 0                         | 11                        | 1                         | 12                        |
| 2000년              | 준우승                    | 2위                       | 4                         | 3                         | 0                         | 1                         | 7                         | 3                         | 9                         |
| 2002년              | 우승                      | 1위                       | 5                         | 5                         | 0                         | 0                         | 23                        | 2                         | 15                        |
| 2004년              | 결선리그                  | 3위                       | 5                         | 3                         | 0                         | 2                         | 17                        | 5                         | 9                         |
| 2008년              | 우승                      | 1위                       | 6                         | 5                         | 0                         | 1                         | 14                        | 5                         | 15                        |
| 2012년              | 4강                       | 3위                       | 5                         | 3                         | 1                         | 1                         | 8                         | 7                         | 10                        |
| 2016년              | 우승                      | 1위                       | 5                         | 4                         | 1                         | 0                         | 10                        | 1                         | 13                        |
| 합계                | 10회 진출(10/10)          | 우승(5회)                 | 44                        | 32                        | 4                         | 8                         | 110                       | 39                        | 100                       |
| 순위                | OFC 네이션스컵 순위 : 1위 | OFC 네이션스컵 순위 : 1위 | OFC 네이션스컵 순위 : 1위 | OFC 네이션스컵 순위 : 1위 | OFC 네이션스컵 순위 : 1위 | OFC 네이션스컵 순위 : 1위 | OFC 네이션스컵 순위 : 1위 | OFC 네이션스컵 순위 : 1위 | OFC 네이션스컵 순위 : 1위 |

### FIFA 컨페더레이션스컵
| FIFA 컨페더레이션스컵 기록 | FIFA 컨페더레이션스컵 기록            | FIFA 컨페더레이션스컵 기록            | FIFA 컨페더레이션스컵 기록            | FIFA 컨페더레이션스컵 기록            | FIFA 컨페더레이션스컵 기록            | FIFA 컨페더레이션스컵 기록            | FIFA 컨페더레이션스컵 기록            | FIFA 컨페더레이션스컵 기록            | FIFA 컨페더레이션스컵 기록            |
| 년도                       | 결과                                  | 순위                                  | 경기                                  | 승                                    | 무*                                   | 패                                    | 득점                                  | 실점                                  | 승점                                  |
| -------------------------- | ------------------------------------- | ------------------------------------- | ------------------------------------- | ------------------------------------- | ------------------------------------- | ------------------------------------- | ------------------------------------- | ------------------------------------- | ------------------------------------- |
| 1992년                     | 진출 실패                             | 진출 실패                             | 진출 실패                             | 진출 실패                             | 진출 실패                             | 진출 실패                             | 진출 실패                             | 진출 실패                             | 진출 실패                             |
| 1995년                     | 진출 실패                             | 진출 실패                             | 진출 실패                             | 진출 실패                             | 진출 실패                             | 진출 실패                             | 진출 실패                             | 진출 실패                             | 진출 실패                             |
| 1997년                     | 진출 실패                             | 진출 실패                             | 진출 실패                             | 진출 실패                             | 진출 실패                             | 진출 실패                             | 진출 실패                             | 진출 실패                             | 진출 실패                             |
| 1999년                     | 조별리그                              | 8위                                   | 3                                     | 0                                     | 0                                     | 3                                     | 1                                     | 6                                     | 0                                     |
| 2001년                     | 진출 실패                             | 진출 실패                             | 진출 실패                             | 진출 실패                             | 진출 실패                             | 진출 실패                             | 진출 실패                             | 진출 실패                             | 진출 실패                             |
| 2003년                     | 조별리그                              | 8위                                   | 3                                     | 0                                     | 0                                     | 3                                     | 1                                     | 11                                    | 0                                     |
| 2005년                     | 진출 실패                             | 진출 실패                             | 진출 실패                             | 진출 실패                             | 진출 실패                             | 진출 실패                             | 진출 실패                             | 진출 실패                             | 진출 실패                             |
| 2009년                     | 조별리그                              | 8위                                   | 3                                     | 0                                     | 1                                     | 2                                     | 0                                     | 7                                     | 1                                     |
| 2013년                     | 진출 실패                             | 진출 실패                             | 진출 실패                             | 진출 실패                             | 진출 실패                             | 진출 실패                             | 진출 실패                             | 진출 실패                             | 진출 실패                             |
| 2017년                     | 조별리그                              | 8위                                   | 3                                     | 0                                     | 0                                     | 3                                     | 1                                     | 8                                     | 0                                     |
| 합계                       | 4회 진출(4/10)                        | 조별예선(4회)                         | 12                                    | 0                                     | 1                                     | 11                                    | 3                                     | 32                                    | 1                                     |
| 순위                       | FIFA 컨페더레이션스컵 역대 순위: 31위 | FIFA 컨페더레이션스컵 역대 순위: 31위 | FIFA 컨페더레이션스컵 역대 순위: 31위 | FIFA 컨페더레이션스컵 역대 순위: 31위 | FIFA 컨페더레이션스컵 역대 순위: 31위 | FIFA 컨페더레이션스컵 역대 순위: 31위 | FIFA 컨페더레이션스컵 역대 순위: 31위 | FIFA 컨페더레이션스컵 역대 순위: 31위 | FIFA 컨페더레이션스컵 역대 순위: 31위 |

### 하계 올림픽
| 올림픽 축구 기록 | 올림픽 축구 기록 | 올림픽 축구 기록 | 올림픽 축구 기록 | 올림픽 축구 기록 | 올림픽 축구 기록 | 올림픽 축구 기록 | 올림픽 축구 기록 | 올림픽 축구 기록 | 올림픽 축구 기록 |
| 년도             | 결과             | 순위             | 경기             | 승               | 무*              | 패               | 득점             | 실점             | 승점             |
| ---------------- | ---------------- | ---------------- | ---------------- | ---------------- | ---------------- | ---------------- | ---------------- | ---------------- | ---------------- |
| 1900년           | 불참             | 불참             | 불참             | 불참             | 불참             | 불참             | 불참             | 불참             | 불참             |
| 1904년           | 불참             | 불참             | 불참             | 불참             | 불참             | 불참             | 불참             | 불참             | 불참             |
| 1908년           | 불참             | 불참             | 불참             | 불참             | 불참             | 불참             | 불참             | 불참             | 불참             |
| 1912년           | 불참             | 불참             | 불참             | 불참             | 불참             | 불참             | 불참             | 불참             | 불참             |
| 1920년           | 불참             | 불참             | 불참             | 불참             | 불참             | 불참             | 불참             | 불참             | 불참             |
| 1924년           | 불참             | 불참             | 불참             | 불참             | 불참             | 불참             | 불참             | 불참             | 불참             |
| 1928년           | 불참             | 불참             | 불참             | 불참             | 불참             | 불참             | 불참             | 불참             | 불참             |
| 1936년           | 불참             | 불참             | 불참             | 불참             | 불참             | 불참             | 불참             | 불참             | 불참             |
| 1948년           | 불참             | 불참             | 불참             | 불참             | 불참             | 불참             | 불참             | 불참             | 불참             |
| 1952년           | 불참             | 불참             | 불참             | 불참             | 불참             | 불참             | 불참             | 불참             | 불참             |
| 1956년           | 불참             | 불참             | 불참             | 불참             | 불참             | 불참             | 불참             | 불참             | 불참             |
| 1960년           | 불참             | 불참             | 불참             | 불참             | 불참             | 불참             | 불참             | 불참             | 불참             |
| 1964년           | 불참             | 불참             | 불참             | 불참             | 불참             | 불참             | 불참             | 불참             | 불참             |
| 1968년           | 불참             | 불참             | 불참             | 불참             | 불참             | 불참             | 불참             | 불참             | 불참             |
| 1972년           | 불참             | 불참             | 불참             | 불참             | 불참             | 불참             | 불참             | 불참             | 불참             |
| 1976년           | 불참             | 불참             | 불참             | 불참             | 불참             | 불참             | 불참             | 불참             | 불참             |
| 1980년           | 불참             | 불참             | 불참             | 불참             | 불참             | 불참             | 불참             | 불참             | 불참             |
| 1984년           | 진출 실패        | 진출 실패        | 진출 실패        | 진출 실패        | 진출 실패        | 진출 실패        | 진출 실패        | 진출 실패        | 진출 실패        |
| 1988년           | 진출 실패        | 진출 실패        | 진출 실패        | 진출 실패        | 진출 실패        | 진출 실패        | 진출 실패        | 진출 실패        | 진출 실패        |
| 1992년           | 진출 실패        | 진출 실패        | 진출 실패        | 진출 실패        | 진출 실패        | 진출 실패        | 진출 실패        | 진출 실패        | 진출 실패        |
| 1996년           | 진출 실패        | 진출 실패        | 진출 실패        | 진출 실패        | 진출 실패        | 진출 실패        | 진출 실패        | 진출 실패        | 진출 실패        |
| 2000년           | 진출 실패        | 진출 실패        | 진출 실패        | 진출 실패        | 진출 실패        | 진출 실패        | 진출 실패        | 진출 실패        | 진출 실패        |
| 2004년           | 진출 실패        | 진출 실패        | 진출 실패        | 진출 실패        | 진출 실패        | 진출 실패        | 진출 실패        | 진출 실패        | 진출 실패        |
| 2008년           | 조별리그         | 14위             | 3                | 0                | 1                | 2                | 1                | 7                | 1                |
| 2012년           | 조별리그         | 16위             | 3                | 0                | 1                | 2                | 1                | 5                | 1                |
| 2016년           | 진출 실패        | 진출 실패        | 진출 실패        | 진출 실패        | 진출 실패        | 진출 실패        | 진출 실패        | 진출 실패        | 진출 실패        |
| 2020년           | 8강              | 6위              | 4                | 1                | 2                | 1                | 3                | 3                | 5                |
| 합계             | 3회 진출(10/26)  | 8강(1회)         | 10               | 1                | 4                | 5                | 5                | 15               | 7                |

## 선수

### 현재 선수 명단
다음은 2019년 11월 15일과 17일에 시행된  아일랜드와  리투아니아와 친선경기에 참가한 23인 명단이다.
출장 수와 골은 2019년 11월 17일 리투아니아전 이후 기준.
| 번호 | 위치 | 선수              | 생년월일 (나이)        | 출전 | 득점 | 소속                      |
| ---- | ---- | ----------------- | ---------------------- | ---- | ---- | ------------------------- |
|      | GK   | 스테판 마리노비치 | 1991년 10월 7일(33세)  | 25   | 0    | 웰링턴 피닉스             |
|      | GK   | 마이클 와우드     | 1999년 1월 16일(26세)  | 2    | 0    | 빌럼 II 틸뷔르흐          |
|      |      |                   |                        |      |      |                           |
|      | DF   | 마이클 복솔       | 1988년 8월 18일(37세)  | 33   | 0    | 미네소타 유나이티드       |
|      | DF   | 리베라토 카카체   | 2000년 9월 27일(24세)  | 3    | 0    | 웰링턴 피닉스             |
|      | DF   | 제임스 맥개리     | 1998년 4월 9일(27세)   | 1    | 0    | 빌럼 II 틸뷔르흐          |
|      | DF   | 낸도 파이나커     | 1999년 2월 25일(26세)  | 1    | 0    | 토르슬란다 IK             |
|      | DF   | 윈스턴 리드       | 1988년 7월 3일(37세)   | 25   | 1    | 웨스트햄 유나이티드       |
|      | DF   | 스톰 루           | 1993년 1월 13일(32세)  | 10   | 0    | 멜버른 빅토리 FC          |
|      | DF   | 토미 스미스       | 1990년 3월 31일(35세)  | 33   | 2    | 입스위치 타운 FC          |
|      | DF   | 빌 투일로마       | 1995년 3월 27일(30세)  | 26   | 0    | 포틀랜드 팀버스           |
|      |      |                   |                        |      |      |                           |
|      | MF   | 조 벨             | 1999년 4월 27일(26세)  | 2    | 0    | 버지니아 캐벌리어스       |
|      | MF   | 마이클 맥글린치   | 1987년 1월 7일(38세)   | 55   | 5    | 센트럴 코스트 매리너스 FC |
|      | MF   | 팀 페인           | 1994년 1월 10일(31세)  | 19   | 0    | 웰링턴 피닉스             |
|      | MF   | 매슈 라이던튼     | 1996년 3월 11일(29세)  | 6    | 0    | 뉴캐슬 제츠 FC            |
|      | MF   | 마르코 로하스     | 1991년 11월 5일(33세)  | 42   | 5    | 쇠네르위스케 포드볼       |
|      | MF   | 앨릭스 루퍼       | 1996년 6월 12일(29세)  | 7    | 0    | 웰링턴 피닉스 FC          |
|      | MF   | 사프리트 싱       | 1999년 2월 20일(26세)  | 6    | 1    | 바이에른 뮌헨 II          |
|      | MF   | 라이언 토머스     | 1994년 12월 20일(30세) | 19   | 3    | PSV 에인트호번            |
|      |      |                   |                        |      |      |                           |
|      | FW   | 엘리엇 콜리어     | 1995년 2월 22일(30세)  | 2    | 0    | 시카고 파이어             |
|      | FW   | 안드레 더 용      | 1996년 11월 2일(28세)  | 4    | 1    | 아마줄루                  |
|      | FW   | 일라이자 저스트   | 2000년 5월 1일(25세)   | 2    | 0    | FC 헬싱외르               |
|      | FW   | 맥스 마타         | 2000년 7월 10일(25세)  | 1    | 0    | 넘메 칼류                 |
|      | FW   | 캘럼 맥코왜트     | 1999년 4월 30일(26세)  | 1    | 1    | 웰링턴 피닉스             |
|      | FW   | 크리스 우드       | 1991년 12월 7일(33세)  | 57   | 24   | 번리 FC                   |

### 최근 차출
다음은 최근 18개월 내에 대표팀에 소집된 선수 명단이다.
| 위치 | 선수            | 생년월일 (나이)        | 출전 | 득점     | 소속          | 최근 소집       |
| ---- | --------------- | ---------------------- | ---- | -------- | ------------- | --------------- |
| GK   | 맥스 크로콤브   | 1993년 8월 12일(32세)  | 2    | {{{골}}} | {{{클럽}}}    | {{{최근 소집}}} |
| GK   | 닉 차네프       | 1996년 12월 23일(28세) | 1    | {{{골}}} | {{{클럽}}}    | {{{최근 소집}}} |
|      |                 |                        |      |          |               |                 |
| DF   | 데클런 윈       | 1995년 3월 20일(30세)  | 15   | {{{골}}} | {{{클럽}}}    | {{{최근 소집}}} |
| DF   | 샘 브러더튼     | 1996년 10월 2일(28세)  | 12   | {{{골}}} | {{{클럽}}}    | {{{최근 소집}}} |
| DF   | 데인 잉엄       | 1999년 6월 8일(26세)   | 7    | {{{골}}} | {{{클럽}}}    | {{{최근 소집}}} |
| DF   | 니코 복솔       | 1992년 2월 24일(33세)  | 3    | {{{골}}} | {{{클럽}}}    | {{{최근 소집}}} |
| DF   | 루이스 펜튼     | 1993년 4월 3일(32세)   | 7    | {{{골}}} | {{{클럽}}}    | {{{최근 소집}}} |
| DF   | 저스틴 걸리     | 1993년 1월 15일(32세)  | 3    | {{{골}}} | {{{클럽}}}    | {{{최근 소집}}} |
|      |                 |                        |      |          |               |                 |
| MF   | 팀 페인         | 1994년 1월 10일(31세)  | 18   | {{{골}}} | {{{클럽}}}    | {{{최근 소집}}} |
| MF   | 클레이튼 루이스 | 1997년 2월 12일(28세)  | 14   | {{{골}}} | {{{클럽}}}    | {{{최근 소집}}} |
| MF   | 캐머런 호위슨   | 1994년 12월 22일(30세) | 13   | {{{골}}} | {{{클럽}}}    | {{{최근 소집}}} |
| MF   | 모지스 다이어   | 1997년 3월 21일(28세)  | 11   | {{{골}}} | {{{클럽}}}    | {{{최근 소집}}} |
|      |                 |                        |      |          |               |                 |
| FW   | 마이어 베번     | 1997년 4월 23일(28세)  | 6    | 2        | 오클랜드 시티 | {{{최근 소집}}} |

## 최근 경기 결과와 일정

### 2022년
| FIFA 월드컵 대양주 B조 2022년 3월 18일 | 뉴질랜드        | 1 - 0 | 파푸아뉴기니 | 도하, 카타르                                                                |  |  |
| 17:00 (UTC+3)                          | 벤저민 웨인 76′ |       |              | 경기장: 카타르 SC 경기장 관중 수: 0(무관중경기) 심판: 사우드 알리 알-아드바 |  |  |
|                                        |                 |       |              |                                                                             |  |  |

| FIFA 월드컵 대양주 B조 2022년 3월 21일 | 뉴질랜드                                                                    | 4 - 0 | 피지 | 도하, 카타르                                                      |  |  |
| 20:00 (UTC+3)                          | 크리스 우드 45′, 73′ · 일라이자 저스트 71′ · 클레이턴 루이스 90+3′ (페널티) |       |      | 경기장: 카타르 SC 경기장 관중 수: 0(무관중경기) 심판: 살만 팔라히 |  |  |
|                                        |                                                                             |       |      |                                                                   |  |  |

| FIFA 월드컵 대양주 B조 2022년 3월 24일 | 뉴질랜드 | 7 - 1 | 누벨칼레도니       | 도하, 카타르                                                            |  |  |
| (UTC+3)                                | 알렉스 그레이브 8′, 45+2′ · 로건 로저슨 36′ (페널티) · 앤드리 더 용 75′ · 빌 투일로마 81′ · 크리스 우드 83′, 89′ |       | 장-필립 사이코 12′ | 경기장: 카타르 SC 경기장 관중 수: 0(무관중경기) 심판: 노르베르 하우아타 |  |  |
|                                        | |       |                    |                                                                         |  |  |

| FIFA 월드컵 대양주 준결승전 2022년 3월 27일 | 뉴질랜드            | 1 - 0 | 타히티 | 도하, 카타르                                          |  |  |
| 20:30 (UTC+3)                               | 리버라토 커카치 70′ |       |        | 경기장: 그랜드 하마드 스타디움 관중 수: 0(무관중경기) |  |  |
|                                             |                     |       |        |                                                       |  |  |

| FIFA 월드컵 대양주 결승전 2022년 3월 30일 | 뉴질랜드                                                               | 5 - 0 | 솔로몬 제도 | 도하, 카타르                                                                |  |  |
| 20:00 (UTC+3)                             | 23′, 69′ 빌 투일로마 · 39′ 크리스 우드 · 49′ 조 벨 · 90+1′ 매슈 가베트 |       |             | 경기장: 그랜드 하마드 스타디움 관중 수: 0(무관중경기) 심판: 나와프 슈크랄라 |  |  |
|                                           |                                                                        |       |             |                                                                             |  |  |

| 친선경기 2022년 6월 5일 | 페루                | 1 - 0 | 뉴질랜드 | 바르셀로나 (코르네야 데 료브레갓), 스페인 |  |  |
| 17:30 (UTC+2)           | 잔루카 라파둘라 69′ |       |          | 경기장: RCDE 스타디움                     |  |  |
|                         |                     |       |          |                                           |  |  |

| 친선경기 2022년 6월 9일 | 오만 | 0 - 0 | 뉴질랜드 | 알라이얀, 카타르                 |  |  |
| 21:00 (UTC+3)           |      |       |          | 경기장: 에듀케이션 시티 스타디움 |  |  |
|                         |      |       |          |                                  |  |  |

| FIFA 월드컵 북중미-대양주 플레이오프 2022년 6월 14일 | 코스타리카   | 1 - 0 | 뉴질랜드 | 알라이얀, 카타르                                                      |  |  |
| 21:00 (UTC+3)                                        | 조엘 캠벨 3′ |       |          | 경기장: 아흐메드 빈 알리 스타디움 심판: 모하메드 압둘라 하산 모하메드 |  |  |
|                                                      |              |       |          |                                                                       |  |  |

| 친선경기 2022년 9월 22일 | 오스트레일리아 | 1 - 0 | 뉴질랜드 | 브리즈번, 호주                          |  |  |
| 20:00 (UTC+10)           | 아워 마빌 32′  |       |          | 경기장: 선코프 스타디움 관중 수: 25,392 |  |  |
|                          |                |       |          |                                         |  |  |

| 친선경기 2022년 9월 25일 | 뉴질랜드 | 0 - 2 | 오스트레일리아                             | 오클랜드, 뉴질랜드 |  |  |
| 16:00 (UTC+12)           |          |       | 54′ 미첼 듀크 · 80′ (페널티) 제이슨 커밍스 | 경기장: 이든 파크  |  |  |
|                          |          |       |                                            |                    |  |  |

### 2023년
| 친선경기 2023년 3월 22일 | 뉴질랜드 | v  | 중화인민공화국 | 오클랜드, 뉴질랜드        |  |  |
| 20:00 UTC+13             |          | [] |                | 경기장: 노스하버 스타디움 |  |  |
|                          |          |    |                |                           |  |  |

| 친선경기 2023년 3월 26일 | 뉴질랜드 | v  | 중화인민공화국 | 오클랜드, 뉴질랜드        |  |  |
| 16:00 UTC+13             |          | [] |                | 경기장: 노스하버 스타디움 |  |  |
|                          |          |    |                |                           |  |  |

## 주요 선수
- 크리스 우드
- 마르코 로하스
- 마이클 맥글린치
- 스테판 마리노비치
- 윈스턴 리드
- 마이클 복솔
- 토미 스미스

## 역대 감독
| 감독            | 임기        |
| --------------- | ----------- |
| 류비샤 브로치치 | 1962 ~ 1964 |
| 류비샤 브로치치 | 1968 ~ 1969 |
| 리키 허버트     | 2005 ~ 2013 |
| 대런 베이즐리   | 2023 ~      |

## 같이 보기
- 뉴질랜드 여자 축구 국가대표팀